# Iván Torres (meteorólogo)
Iván David Torres Tapia (Curicó, 29 de noviembre de 1957), más conocido como “el hombre del tiempo”, es un meteorólogo chileno que trabaja en TV Tiempo, el cual es un breve programa que dura alrededor de 5 minutos y que se transmite por Televisión Nacional de Chile (TVN) posterior a cada noticiero emitido. También es parte del matinal Buenos días a todos.

## Biografía
Nació en la comuna de Santiago. A los 12 años de edad se mudó a Puente Alto, donde ha morado la mayor parte de su vida. Cuando era pequeño, estudió en la Escuela Matte; sin embargo, fue expulsado de adolescente, porque “era muy desordenado”. Finalmente, terminó sus estudios escolares en el Liceo de Hombres de Puente Alto.
Cuando se graduó de la enseñanza media, no entró inmediatamente en la universidad, sino que, primeramente, se inscribió en la Escuela de Carabineros de Chile, donde sería también finalmente expulsado, no debido a su comportamiento, sino por la alergia que padecía hacia la cresta y pelo de los equinos.

## Trayectoria profesional
En los años 80’, ingresó a estudiar Ingeniería en Calefacción y Aire Acondicionado, ya que, de acuerdo con sus propias palabras, relata que "nunca tuve buena memoria, pero en las matemáticas se usa más la cabeza que la memoria".
En el año 1982, en medio de la profunda crisis económica que afectó a Chile durante la dictadura militar, (en donde, tras años de reformas económicas, el PIB del país se redujo un 14,3 % y el desempleo aumentó al 23,7%), Torres vio un anuncio en el periódico, informando del requerimiento de personal con el plan básico de ingeniería que quisiera ser formado como meteorólogo. Debido a la situación que se vivía en el país, Torres comenta que no le veía una buena proyección a su actual carrera; por lo tanto, decidió cambiarse, ya que la nueva carrera le ayudaría a tener un trabajo más estable.
En 1993, Televisión Nacional de Chile le pidió a la Dirección Meteorológica de Chile un especialista para que informara el tiempo en el matinal Buenos Días a Todos. El servicio envió a seis profesionales y fue seleccionado Iván Torres, jefe de Relaciones y Difusión Meteorológica del organismo.

## Actualidad
Desde 2009, se mantiene como rostro principal del programa TV Tiempo, transmitido por Televisión Nacional de Chile (TVN).